# Dunwoody
Dunwoody – miasto w Stanach Zjednoczonych, w stanie Georgia, w hrabstwie DeKalb. Jest częścią obszaru metropolitalnego Atlanty. 

## Demografia
Według spisu w 2020 roku liczy 51,7 tys. mieszkańców i posiada stosunkowo duże populacje osób białego nielatynoskiego pochodzenia (56,5%) i osób pochodzenia azjatyckiego (18,0%). Odsetek Afroamerykan (13,5%) jest znacznie poniżej średniej hrabstwa i stanu. 2,7% osób deklaruje pochodzenie polskie. 